# Tweel
De Tweel (een combinatie van een wiel en band) is een luchtloze band ontworpen en ontwikkeld door bandenproducent Michelin. De Tweel bevat geen perslucht waardoor de band nooit zal klappen of lekken. De manier waarop de elastische spaken binnen in het wiel zijn opgebouwd geeft het wiel stevigheid.